# L'uomo di paglia
L'uomo di paglia è un film italiano del 1958, diretto e interpretato da Pietro Germi, presentato in concorso all'11º Festival di Cannes.. Il titolo del film si rifà a una poesia di Thomas Eliot:

## Trama
Andrea è il padre di una famiglia che sta per vivere un dramma tipicamente borghese. Quarantenne operaio specializzato, ogni giorno va al lavoro salutando cortesemente i vicini di casa che incontra sul pianerottolo. Come accade negli "alveari" cittadini, Andrea conosce occasionalmente Rita, una giovane donna che vive da tempo nel suo condominio, in una domenica al mare. Si scambiano poche parole ma è l'inizio di una passione incontenibile. Nonostante sia già fidanzata, anche Rita è attratta da quell'uomo, in cui vede il suo stesso desiderio di un amore libero e totale a cui alla fine si abbandona. Ma Andrea è un uomo a metà: ama sinceramente la giovane ma nello stesso tempo non è capace di staccarsi definitivamente dai suoi affetti familiari sino a quando non decide di troncare la sua relazione. Il fuoco di paglia ha bruciato intensamente, per poi spegnersi del tutto. Ma Rita non può vivere senza quell'uomo e per questo si uccide.
Andrea si sente in colpa per il tradimento verso sua moglie alla quale per liberarsi confessa tutto. Luisa, travolta dalla verità, non può accettarla e abbandona il marito portando con sé il figlio.
Andrea continua a vivere disperatamente e senza pace quando, la notte del 31 dicembre, trova in casa la moglie con il figlio. Tutto sembra come prima: la moglie lo ha perdonato e la vita apparentemente torna a scorrere sui soliti binari; ma negli sguardi che Andrea e Luisa si scambiano rimarrà la traccia indelebile di quella tragedia che ha sconvolto la loro vita.

## La critica della Sinistra
Germi non ebbe mai buoni rapporti con la critica cinematografica di sinistra che lo giudicava negativamente più per le sue posizioni politiche che per l'effettivo valore estetico dei suoi film. In particolare aveva osato, proprio lui antifascista convinto, mettere in discussione lo stereotipo che la sinistra si era costruita della figura dell'operaio. A causa di ciò per un lungo periodo sino alla fine degli anni ottanta Germi fu messo da parte dall'intellighenzia del partito comunista che non poteva accettare quello che Germi aveva intuito: la trasformazione sociale della classe operaia. La colpa del regista era quella, secondo Guido Aristarco, direttore di Cinema Nuovo scrivendo de Il ferroviere, di avere dato al protagonista Marcocci una configurazione politica che «appartiene a un populismo storicamente sorpassato» con idee risalenti «all'epoca del movimento socialista esordiente [...] con i turatiani del primo dopoguerra...».

Insomma il vero operaio non può essere un crumiro come il ferroviere di Germi.
Critiche queste della sinistra che venivano sonoramente contraddette dal successo che la pellicola ebbe presso il pubblico popolare in Italia, e a Mosca e a Leningrado durante "La settimana del film italiano".
Le stesse critiche, se non più aspre, ritornarono in occasione della prima dell'Uomo di paglia dove addirittura il protagonista, un operaio, viveva un classico dramma borghese che non poteva appartenergli. Scriveva Umberto Barbaro: «Cari amici, a me questi operai di Germi che si comportano senza intelligenza e senza volontà, senza coscienza di classe e senza solidarietà umana - metodici e abitudinari come piccoli borghesi - la cui socialità si esaurisce in partite di caccia domenicali o davanti ai tavoli delle osterie - che non hanno né brio né slanci, sempre musoni e disappetenti, persino nelle cose dell'amore, che ora fanno i crumiri e ora inguaiano qualche brava ragazza, spingendola al suicidio - e poi piangono lacrime di coccodrillo, con le mogli e dentro chiese e sacrestie - questi operai di celluloide, che, se fossero di carne ed ossa, voterebbero per i socialdemocratici e ne approverebbero le alleanze, fino all'estrema destra, non solo sembrano caricature calunniose ma mi urtano maledettamente i nervi».
Anche gli intellettuali di sinistra dissidenti da queste posizioni estreme, che non potevano non vedere l'arte cinematografica di Germi, ma non avevano però il coraggio di dirlo apertamente si mantenevano su una posizione di "qui lo dico e qui lo nego" come Glauco Viazzi che sosteneva che volesse dire ignorare la realtà sociale non riconoscere che «operai siffatti esistono nella realtà e in gran numero, e non solo tra quelli che poi votano dicì o socialdemocratico, ma anche tra quelli che danno il voto ai partiti di classe» ma insieme diceva che L'uomo di paglia, valutato artisticamente, non meritasse che «un cauto e moderato elogio».
Altri come Antonello Trombadori, direttore de "Il Contemporaneo", insieme al vice direttore Carlo Salinari e allo storico Paolo Spriano, scrivevano nel 1956 a Palmiro Togliatti una lettera destinata a rimanere privata con la quale chiedevano al segretario del partito di incontrarsi con Germi per non allontanare un uomo, e i "mille come lui", così importante per il movimento antifascista: «Veniamo proprio in questi giorni dall'aver visto un film italiano assai bello e commovente, certamente popolare: "Il ferroviere", di Pietro Germi. È un'opera di un socialdemocratico militante, eppure è un film pervaso da ogni parte di sincero spirito socialista».(cfr. Carlo Carotti, Pietro Germi il socialdemocratico, 20 marzo 2007 Vedi articolo completo)

## Titoli con cui è stato distribuito
- Und draußen lauert die Sünde (Gefährliche Leidenschaften): Belgio (titolo tedesco); Germania Ovest
- A Man of Straw: titolo internazionale inglese
- Bis ans Ende der Zeit: Austria
- El Hombre de paja:	Spagna
- O Homem de Palha: Brasile
- L'homme de paille:	Francia
- The Seducer - Man of Straw: Inghilterra
- Die Versuchung: Germania Ovest

## Riconoscimenti
- 1958 - Festival di Cannes
  - Candidatura alla Palma d'oro a Pietro Germi
- 1959 - Nastri d'argento
  - Nastro d'argento per miglior regia e miglior commento musicale